# 조지프 머리
조지프 에드워드 머리(영어: Joseph Edward Murray, 1919년 4월 1일 ~ 2012년 11월 26일)는 미국의 외과 의사, 하버드 의학대학원 명예교수이다. 세계 최초로 신장 이식을 한 것으로 알려져 있다.
1990년에 인간의 질병 치료에 대한 장기 및 세포 이식 연구에 의해 에드워드 도널 토머스와 함께 노벨 생리학·의학상을 수상했다.

## 수상 경력
- 1990년 : 노벨 생리학·의학상